# Виски (фильм)
«Виски» (исп. Whisky) — фильм совместного производства (Аргентина — Германия — Испания — Уругвай) в жанре трагикомедии режиссёров Хуана Пабло Ребелья и Пабло Штоля, выпущенный в 2004 г.
Фильм получил Гран-при на кинофестивале в Токио и «Премию за оригинальный взгляд» на Каннском фестивале 2004 г.

## Сюжет
Хакобо Кёллер (Андрес Пасос) — молчаливый и угрюмый еврей возрастом около 50 лет, владеющий небольшой фабрикой, выпускающей носки, где помимо него трудятся ещё две молодых работницы и его помощница Марта Акунья (Мирелья Паскуаль), примерно его возраста, такая же немногословная (любимое выражение — «Это прелестно»). В первую годовщину смерти своей матери он просит Марту провести несколько дней в его квартире, изображая его жену, поскольку на церемонию установки камня на могилу матери должен приехать его брат Герман (Хорхе Болани), которого Хакобо по неясням пока для зрителя причинам недолюбливает. Марта — такая же одинокая, как Хакобо — охотно берёт на себя роль жены; возможно, она даже имеет на него какие-то виды, однако при нём всегда ведёт себя скромно.
Название фильма происходит от слова «Виски», которое герои произносят, чтобы улыбнуться фотографу (аналог слов cheese в англоговорящих странах или «усы» в недавней истории СССР), чтобы тот снял их на «семейную» фотографию, которую они должны продемонстрировать брату.
Хакобо знает, что брат, уехав в Бразилию, добился гораздо большего успеха, в то время как он сам потратил много сил на уход за больной матерью, привязанной к креслу. Когда приезжает Герман, то поначалу общение между братьями выглядит формально и натянуто, и только Марта немного оживляет его, смягчая возникшие неловкости (к примеру, оба брата дарят друг другу носки, выпущенные фабрикой Хакобо). Однако природная общительность Германа и его щедрость постепенно оживляют общение, по крайней мере между ним и Мартой. Галантность Германа совершенно очаровывает её, не избалованную вниманием со стороны молчаливого Хакобо.
Незадолго до своего отъезда Герман приглашает Хакобо и Марту на курорт, где они когда-то провели время, ещё будучи детьми. Марта обрадована, Хакобо соглашается с большой неохотой. На курорте отношения между Мартой и Германом становятся всё более тёплыми, причём Марта не на шутку увлекается и оказывает ему знаки внимания. Хакобо же раздражён и не может дождаться, пока брат уедет.
Ближе ко дню отъезда Герман заводит с Хакобо разговор о своём чувстве вины: пока брат ухаживал за матерью, Герман успешно развивал свой бизнес, и чтобы компенсировать это, Герман вручает брату значительную сумму денег. Хакобо сначала отвергает деньги, затем берёт их. Герман под караоке поёт песню любви для Марты.
Хакобо идёт проигрывать деньги в казино, однако, к своему удивлению, выигрывает в несколько раз больше. Часть он берёт себе, другую — большую — заворачивает в подарочную бумагу. Когда они прощаются с Германом, Марта незаметно от Хакобо даёт Герману записку с просьбой прочитать в самолёте и намекает на своё желание поехать в Бразилию, на что Герман замечает, что он часто в разъездах.
Хакобо вручает деньги Марте, и та едет с ними домой. На следующее утро Хакобо приходит на работу, но Марта там уже не появляется.

## В ролях
- Андрес Пасос — Хакобо Кёллер
- Мирелья Паскуаль — Марта Акунья
- Хорхе Болани — Герман Кёллер
- Ана Кац — Грасьела, молодая жена
- Даниэль Эндлер — Мартин, её муж
- Вероника Перротта — первая работница Хакобо
- Мариана Веласкес — вторая работница Хакобо
- Думас Лерена — Исаак, клиент Хакобо
- Дамьян Баррера — Андрес, администратор
- Альфонсо Торт — Хуан Карлос, портье
- Франсиска Баррейра — девочка, поющая под караоке